# Eleições autárquicas portuguesas de 1997 nos Açores
| Eleições autárquicas portuguesas de 1997 Distritos: Aveiro \| Beja \| Braga \| Bragança \| Castelo Branco \| Coimbra \| Évora \| Faro \| Guarda \| Leiria \| Lisboa \| Portalegre \| Porto \| Santarém \| Setúbal \| Viana do Castelo \| Vila Real \| Viseu \| Açores \| Madeira |

## Resultados por concelho
Os resultados nos concelhos da Região Autónoma dos Açores foram os seguintes:

### Angra do Heroísmo
| Partido                 | Partido                        | Votos  | %               | +/-   | Vereadores | +/-     |
| ----------------------- | ------------------------------ | ------ | --------------- | ----- | ---------- | ------- |
|                         | Partido Socialista             | 6 943  | 45,49 / 100,00  | -     | 4 / 7      | -       |
|                         | Partido Social Democrata       | 6 404  | 41,95 / 100,00  | 10,73 | 3 / 7      | 1       |
|                         | Partido Popular                | 1 406  | 9,21 / 100,00   | -     | 0 / 7      | -       |
|                         | Coligação Democrática Unitária | 162    | 1,06 / 100,00   | 1,95  | 0 / 7      | Estável |
| Votos Inválidos         | Votos Inválidos                | 349    | 2,28 / 100,00   | 0,53  |            |         |
| Total                   | Total                          | 15 264 | 100,00 / 100,00 |       | 7 / 7      |         |
| Eleitorado/Participação | Eleitorado/Participação        | 29 799 | 51,22 / 100,00  | 5,27  |            |         |

### Calheta
| Partido                 | Partido                  | Votos | %               | +/-  | Vereadores | +/-     |
| ----------------------- | ------------------------ | ----- | --------------- | ---- | ---------- | ------- |
|                         | Partido Social Democrata | 1 742 | 73,69 / 100,00  | 6,67 | 4 / 5      | Estável |
|                         | Partido Socialista       | 546   | 23,10 / 100,00  | 6,98 | 1 / 5      | Estável |
| Votos Inválidos         | Votos Inválidos          | 76    | 3,22 / 100,00   | 0,30 |            |         |
| Total                   | Total                    | 2 364 | 100,00 / 100,00 |      | 5 / 5      |         |
| Eleitorado/Participação | Eleitorado/Participação  | 3 711 | 63,70 / 100,00  | 2,48 |            |         |

### Corvo
| Partido                 | Partido                  | Votos | %               | +/-   | Vereadores | +/-     |
| ----------------------- | ------------------------ | ----- | --------------- | ----- | ---------- | ------- |
|                         | Partido Social Democrata | 121   | 44,49 / 100,00  | 10,29 | 3 / 5      | Estável |
|                         | Partido Socialista       | 113   | 41,54 / 100,00  | -     | 2 / 5      | -       |
|                         | Partido Popular          | 32    | 11,76 / 100,00  | -     | 0 / 5      | -       |
| Votos Inválidos         | Votos Inválidos          | 6     | 2,21 / 100,00   | 1,70  |            |         |
| Total                   | Total                    | 272   | 100,00 / 100,00 |       | 5 / 5      |         |
| Eleitorado/Participação | Eleitorado/Participação  | 328   | 82,93 / 100,00  | 4,70  |            |         |

### Horta
| Partido                 | Partido                        | Votos  | %               | +/-   | Vereadores | +/-     |
| ----------------------- | ------------------------------ | ------ | --------------- | ----- | ---------- | ------- |
|                         | Partido Socialista             | 3 523  | 46,90 / 100,00  | 4,64  | 4 / 7      | Estável |
|                         | Partido Social Democrata       | 1 925  | 25,63 / 100,00  | 12,52 | 2 / 7      | 1       |
|                         | Coligação Democrática Unitária | 1 672  | 22,26 / 100,00  | 16,45 | 1 / 7      | 1       |
|                         | Partido Popular                | 234    | 3,12 / 100,00   | 0,68  | 0 / 7      | Estável |
| Votos Inválidos         | Votos Inválidos                | 157    | 2,09 / 100,00   | 0,02  |            |         |
| Total                   | Total                          | 7 511  | 100,00 / 100,00 |       | 7 / 7      |         |
| Eleitorado/Participação | Eleitorado/Participação        | 12 124 | 61,95 / 100,00  | 6,86  |            |         |

### Lagoa
| Partido                 | Partido                        | Votos | %               | +/-  | Vereadores | +/-     |
| ----------------------- | ------------------------------ | ----- | --------------- | ---- | ---------- | ------- |
|                         | Partido Socialista             | 2 708 | 55,92 / 100,00  | 1,64 | 3 / 5      | Estável |
|                         | Partido Social Democrata       | 1 828 | 37,75 / 100,00  | 1,02 | 2 / 5      | Estável |
|                         | Partido Popular                | 102   | 2,11 / 100,00   | -    | 0 / 5      | -       |
|                         | Coligação Democrática Unitária | 53    | 1,09 / 100,00   | 0,31 | 0 / 5      | Estável |
| Votos Inválidos         | Votos Inválidos                | 152   | 3,14 / 100,00   | 0,24 |            |         |
| Total                   | Total                          | 4 843 | 100,00 / 100,00 |      | 5 / 5      |         |
| Eleitorado/Participação | Eleitorado/Participação        | 9 530 | 50,82 / 100,00  | 8,51 |            |         |

### Lajes das Flores
| Partido                 | Partido                        | Votos | %               | +/-   | Vereadores | +/-     |
| ----------------------- | ------------------------------ | ----- | --------------- | ----- | ---------- | ------- |
|                         | Partido Social Democrata       | 490   | 47,90 / 100,00  | 16,75 | 3 / 5      | 1       |
|                         | Partido Socialista             | 258   | 25,22 / 100,00  | 6,03  | 1 / 5      | Estável |
|                         | Coligação Democrática Unitária | 235   | 22,97 / 100,00  | 10,14 | 1 / 5      | 1       |
|                         | Partido Popular                | 20    | 1,96 / 100,00   | -     | 0 / 5      | -       |
| Votos Inválidos         | Votos Inválidos                | 20    | 1,96 / 100,00   | 1,37  |            |         |
| Total                   | Total                          | 1 023 | 100,00 / 100,00 |       | 5 / 5      |         |
| Eleitorado/Participação | Eleitorado/Participação        | 1 303 | 78,51 / 100,00  | 2,05  |            |         |

### Lajes do Pico
| Partido                 | Partido                  | Votos | %               | +/-  | Vereadores | +/- |
| ----------------------- | ------------------------ | ----- | --------------- | ---- | ---------- | --- |
|                         | Partido Social Democrata | 2 190 | 67,49 / 100,00  | 5,24 | 4 / 5      | 1   |
|                         | Partido Socialista       | 885   | 27,27 / 100,00  | 7,21 | 1 / 5      | 1   |
|                         | Partido Popular          | 115   | 3,54 / 100,00   | -    | 0 / 5      | -   |
| Votos Inválidos         | Votos Inválidos          | 55    | 1,70 / 100,00   | 0,31 |            |     |
| Total                   | Total                    | 3 245 | 100,00 / 100,00 |      | 5 / 5      |     |
| Eleitorado/Participação | Eleitorado/Participação  | 4 579 | 70,87 / 100,00  | 5,58 |            |     |

### Madalena
| Partido                 | Partido                        | Votos | %               | +/-  | Vereadores | +/-     |
| ----------------------- | ------------------------------ | ----- | --------------- | ---- | ---------- | ------- |
|                         | Partido Social Democrata       | 1 602 | 47,31 / 100,00  | 6,76 | 3 / 5      | Estável |
|                         | Partido Socialista             | 1 436 | 42,41 / 100,00  | 0,01 | 2 / 5      | Estável |
|                         | Partido Popular                | 209   | 6,17 / 100,00   | -    | 0 / 5      | -       |
|                         | Coligação Democrática Unitária | 47    | 1,39 / 100,00   | 0,32 | 0 / 5      | Estável |
| Votos Inválidos         | Votos Inválidos                | 92    | 2,72 / 100,00   | 0,25 |            |         |
| Total                   | Total                          | 3 386 | 100,00 / 100,00 |      | 5 / 5      |         |
| Eleitorado/Participação | Eleitorado/Participação        | 4 787 | 70,73 / 100,00  | 6,14 |            |         |

### Nordeste
| Partido                 | Partido                  | Votos | %               | +/-  | Vereadores | +/-     |
| ----------------------- | ------------------------ | ----- | --------------- | ---- | ---------- | ------- |
|                         | Partido Social Democrata | 2 110 | 65,30 / 100,00  | 0,40 | 4 / 5      | Estável |
|                         | Partido Socialista       | 939   | 29,06 / 100,00  | -    | 1 / 5      | -       |
|                         | Partido Popular          | 94    | 2,91 / 100,00   | -    | 0 / 5      | -       |
| Votos Inválidos         | Votos Inválidos          | 88    | 2,73 / 100,00   | 0,67 |            |         |
| Total                   | Total                    | 3 231 | 100,00 / 100,00 |      | 5 / 5      |         |
| Eleitorado/Participação | Eleitorado/Participação  | 4 850 | 66,62 / 100,00  | 4,01 |            |         |

### Ponta Delgada
| Partido                 | Partido                          | Votos  | %               | +/-  | Vereadores | +/-     |
| ----------------------- | -------------------------------- | ------ | --------------- | ---- | ---------- | ------- |
|                         | Partido Social Democrata         | 10 608 | 49,57 / 100,00  | 2,41 | 5 / 9      | Estável |
|                         | Partido Socialista               | 8 195  | 38,29 / 100,00  | -    | 4 / 9      | -       |
|                         | Coligação Democrática Unitária   | 687    | 3,21 / 100,00   | -    | 0 / 9      | -       |
|                         | Partido Popular                  | 591    | 2,76 / 100,00   | 0,57 | 0 / 9      | Estável |
|                         | Partido Democrático do Atlântico | 567    | 2,65 / 100,00   | -    | 0 / 9      | -       |
|                         | Partido da Democracia Cristã     | 133    | 0,62 / 100,00   | 0,24 | 0 / 9      | Estável |
|                         | União Democrática Popular        | 125    | 0,58 / 100,00   | -    | 0 / 9      | -       |
| Votos Inválidos         | Votos Inválidos                  | 494    | 2,31 / 100,00   | 0,50 |            |         |
| Total                   | Total                            | 21 400 | 100,00 / 100,00 |      | 9 / 9      |         |
| Eleitorado/Participação | Eleitorado/Participação          | 53 834 | 39,75 / 100,00  | 9,83 |            |         |

### Povoação
| Partido                 | Partido                        | Votos | %               | +/-   | Vereadores | +/-     |
| ----------------------- | ------------------------------ | ----- | --------------- | ----- | ---------- | ------- |
|                         | Partido Socialista             | 1 914 | 54,31 / 100,00  | 6,67  | 3 / 5      | Estável |
|                         | Partido Social Democrata       | 1 483 | 42,08 / 100,00  | 4,88  | 2 / 5      | Estável |
|                         | Coligação Democrática Unitária | 32    | 0,91 / 100,00   | 1,11  | 0 / 5      | Estável |
| Votos Inválidos         | Votos Inválidos                | 95    | 2,69 / 100,00   | 0,25  |            |         |
| Total                   | Total                          | 3 524 | 100,00 / 100,00 |       | 5 / 5      |         |
| Eleitorado/Participação | Eleitorado/Participação        | 5 543 | 63,58 / 100,00  | 10,71 |            |         |

### Ribeira Grande
| Partido                 | Partido                        | Votos  | %               | +/-  | Vereadores | +/-     |
| ----------------------- | ------------------------------ | ------ | --------------- | ---- | ---------- | ------- |
|                         | Partido Social Democrata       | 4 598  | 49,83 / 100,00  | 0,88 | 4 / 7      | Estável |
|                         | Partido Socialista             | 3 667  | 39,74 / 100,00  | 3,00 | 3 / 7      | Estável |
|                         | Partido Popular                | 413    | 4,48 / 100,00   | -    | 0 / 7      | -       |
|                         | União Democrática Popular      | 169    | 1,83 / 100,00   | -    | 0 / 7      | -       |
|                         | Coligação Democrática Unitária | 121    | 1,31 / 100,00   | 0,61 | 0 / 7      | Estável |
| Votos Inválidos         | Votos Inválidos                | 260    | 2,82 / 100,00   | 0,21 |            |         |
| Total                   | Total                          | 9 228  | 100,00 / 100,00 |      | 7 / 7      |         |
| Eleitorado/Participação | Eleitorado/Participação        | 19 835 | 46,52 / 100,00  | 9,42 |            |         |

### Santa Cruz da Graciosa
| Partido                 | Partido                        | Votos | %               | +/-   | Vereadores | +/- |
| ----------------------- | ------------------------------ | ----- | --------------- | ----- | ---------- | --- |
|                         | Partido Social Democrata       | 1 351 | 49,93 / 100,00  | 24,18 | 3 / 5      | 1   |
|                         | Partido Socialista             | 1 125 | 41,57 / 100,00  | 19,76 | 2 / 5      | 1   |
|                         | Partido Popular                | 140   | 5,17 / 100,00   | -     | 0 / 5      | -   |
|                         | Coligação Democrática Unitária | 13    | 0,48 / 100,00   | -     | 0 / 5      | -   |
| Votos Inválidos         | Votos Inválidos                | 77    | 2,85 / 100,00   | 1,23  |            |     |
| Total                   | Total                          | 2 706 | 100,00 / 100,00 |       | 5 / 5      |     |
| Eleitorado/Participação | Eleitorado/Participação        | 4 290 | 63,08 / 100,00  | 1,31  |            |     |

### Santa Cruz das Flores
| Partido                 | Partido                        | Votos | %               | +/-   | Vereadores | +/-     |
| ----------------------- | ------------------------------ | ----- | --------------- | ----- | ---------- | ------- |
|                         | Partido Social Democrata       | 586   | 39,20 / 100,00  | 22,31 | 2 / 5      | 2       |
|                         | Partido Popular                | 458   | 30,64 / 100,00  | -     | 2 / 5      | -       |
|                         | Coligação Democrática Unitária | 335   | 22,41 / 100,00  | 2,06  | 1 / 5      | Estável |
|                         | Partido Socialista             | 89    | 5,95 / 100,00   | 4,43  | 0 / 5      | Estável |
| Votos Inválidos         | Votos Inválidos                | 27    | 1,81 / 100,00   | 1,82  |            |         |
| Total                   | Total                          | 1 495 | 100,00 / 100,00 |       | 5 / 5      |         |
| Eleitorado/Participação | Eleitorado/Participação        | 2 078 | 71,94 / 100,00  | 4,90  |            |         |

### São Roque do Pico
| Partido                 | Partido                        | Votos | %               | +/-   | Vereadores | +/-     |
| ----------------------- | ------------------------------ | ----- | --------------- | ----- | ---------- | ------- |
|                         | Partido Social Democrata       | 1 453 | 67,68 / 100,00  | 14,79 | 4 / 5      | 1       |
|                         | Partido Socialista             | 547   | 25,48 / 100,00  | 16,67 | 1 / 5      | 1       |
|                         | Partido Popular                | 65    | 3,03 / 100,00   | -     | 0 / 5      | -       |
|                         | Coligação Democrática Unitária | 25    | 1,16 / 100,00   | 1,12  | 0 / 5      | Estável |
| Votos Inválidos         | Votos Inválidos                | 57    | 2,65 / 100,00   | 0,03  |            |         |
| Total                   | Total                          | 2 147 | 100,00 / 100,00 |       | 5 / 5      |         |
| Eleitorado/Participação | Eleitorado/Participação        | 2 938 | 73,08 / 100,00  | 4,99  |            |         |

### Velas
| Partido                 | Partido                        | Votos | %               | +/-   | Vereadores | +/-     |
| ----------------------- | ------------------------------ | ----- | --------------- | ----- | ---------- | ------- |
|                         | Partido Social Democrata       | 1 737 | 58,92 / 100,00  | 13,34 | 4 / 5      | 1       |
|                         | Partido Socialista             | 773   | 26,22 / 100,00  | 15,08 | 1 / 5      | 1       |
|                         | Partido Popular                | 338   | 11,47 / 100,00  | 0,36  | 0 / 5      | Estável |
|                         | Coligação Democrática Unitária | 24    | 0,81 / 100,00   | 0,12  | 0 / 5      | Estável |
| Votos Inválidos         | Votos Inválidos                | 76    | 2,57 / 100,00   | 1,27  |            |         |
| Total                   | Total                          | 2 948 | 100,00 / 100,00 |       | 5 / 5      |         |
| Eleitorado/Participação | Eleitorado/Participação        | 4 602 | 64,06 / 100,00  | 1,39  |            |         |

### Vila do Porto
| Partido                 | Partido                        | Votos | %               | +/-   | Vereadores | +/-     |
| ----------------------- | ------------------------------ | ----- | --------------- | ----- | ---------- | ------- |
|                         | Partido Socialista             | 1 450 | 63,71 / 100,00  | 7,40  | 3 / 5      | Estável |
|                         | Partido Social Democrata       | 668   | 29,35 / 100,00  | 8,91  | 2 / 5      | Estável |
|                         | Partido Popular                | 75    | 3,30 / 100,00   | 0,29  | 0 / 5      | Estável |
|                         | Coligação Democrática Unitária | 32    | 1,41 / 100,00   | 0,64  | 0 / 5      | Estável |
| Votos Inválidos         | Votos Inválidos                | 51    | 2,24 / 100,00   | 0,59  |            |         |
| Total                   | Total                          | 2 276 | 100,00 / 100,00 |       | 5 / 5      |         |
| Eleitorado/Participação | Eleitorado/Participação        | 4 579 | 49,71 / 100,00  | 12,17 |            |         |

### Vila Franca do Campo
| Partido                 | Partido                        | Votos | %               | +/-   | Vereadores | +/-     |
| ----------------------- | ------------------------------ | ----- | --------------- | ----- | ---------- | ------- |
|                         | Partido Social Democrata       | 2 188 | 47,43 / 100,00  | 23,42 | 3 / 5      | 1       |
|                         | Partido Socialista             | 1 878 | 40,71 / 100,00  | 16,61 | 2 / 5      | 1       |
|                         | Partido Popular                | 341   | 7,39 / 100,00   | -     | 0 / 5      | -       |
|                         | Coligação Democrática Unitária | 62    | 1,34 / 100,00   | 0,19  | 0 / 5      | Estável |
| Votos Inválidos         | Votos Inválidos                | 144   | 3,12 / 100,00   | 0,97  |            |         |
| Total                   | Total                          | 4 613 | 100,00 / 100,00 |       | 5 / 5      |         |
| Eleitorado/Participação | Eleitorado/Participação        | 8 432 | 54,71 / 100,00  | 10,96 |            |         |

### Vila Praia da Vitória
| Partido                 | Partido                        | Votos  | %               | +/-  | Vereadores | +/-     |
| ----------------------- | ------------------------------ | ------ | --------------- | ---- | ---------- | ------- |
|                         | Partido Social Democrata       | 5 400  | 59,09 / 100,00  | 3,54 | 4 / 7      | Estável |
|                         | Partido Socialista             | 2 341  | 25,62 / 100,00  | -    | 2 / 7      | -       |
|                         | Partido Popular                | 1 121  | 12,27 / 100,00  | -    | 1 / 7      | -       |
|                         | Coligação Democrática Unitária | 80     | 0,88 / 100,00   | 1,92 | 0 / 7      | Estável |
| Votos Inválidos         | Votos Inválidos                | 196    | 2,14 / 100,00   | 0,74 |            |         |
| Total                   | Total                          | 9 138  | 100,00 / 100,00 |      | 7 / 7      |         |
| Eleitorado/Participação | Eleitorado/Participação        | 17 144 | 53,30 / 100,00  | 5,34 |            |         |